# Sexolekt
En sexolekt är det som betraktas som typiskt manliga respektive kvinnliga drag, när det gäller det talade språket: vokabulär, samtalsämnen, samtalsstil osv. Begreppet är dock inte allmänt vedertaget. Det innefattar sådana kommunikativa drag som kan knytas till människors kön: socialt (genus), biologiskt eller sexuellt. Det är Jan Einarsson som myntat begreppet sexolekt.
Beroende på var en person kommer från så talar den ett visst språk och alla har en slags språkstil. Men det finns också skillnader i språkstilar mellan män och kvinnor, detta kallar man för sexolekt. Som exempel kan man titta på den kvinnliga sexolekten eller den så kallade kvinnliga språkstilen, som har många kännetecken. Dock ska man tänka på att de är generaliseringar och betyder inte att alla kvinnor talar så, men att många gör det. En forskare inom detta område är Deborah Tannen, professor i sociolingvistik vid Georgetownuniversitetet i Washington DC. Hon har bland annat gett ut boken You just don’t understand år 1990 som tog upp just kvinnors och mäns olika språk.